# 経済 (雑誌)
経済（けいざい）は、新日本出版社より刊行される日本の月刊経済研究誌である。キャッチフレーズは、“時代の課題に挑戦する科学的社会主義の経済誌”。

## 概要
『前衛』と並んで日本共産党の理論誌役割を果たしており、同党の準機関誌と言える。主に経済情勢・経済政策を批判する内容の論文やマルクス経済学系の論文を掲載し、国外ルポや対談、書評などの記事もある。毎月8日発売、定価980円（本体933円）。

## 略歴
- 1962年6月 - 第1号刊行
- 1993年3月 - 第347号を以って休刊
- 1995年10月 - 復刊